# Неопалима купина (пам'ятка природи)
Неопалима купина — ботанічна пам'ятка природи місцевого значення. Об'єкт розташований на території Городенківського району Івано-Франківської області, Придністровське лісництво, квартал 9, хутір Біла.
Площа — 0,5000 га, статус отриманий у 1993 році.